# 友田 (菊川市)
友田（ともだ）は静岡県菊川市の大字。

## 地理
菊川市の北部、河城地区の中東部に位置する。東で倉沢、西で富田、南で吉沢、北で島田市神谷城と接する。

### 河川
- 菊川

### 字一覧
15の字がある（2018年（平成30年）10月16日現在）。
- 西原（にしはら）
- 慈眼段（じがんだん）
- 馬坂（うまさか）
- 鎌倉（かまくら）
- 谷広前（やひろまえ）
- 六反田（ろくたんだ）
- 西沢（にしざわ）
- 東沢（ひがしざわ）
- 奥山（おくやま）
- 西峯（にしみね）
- 堂ノ下（どうのした）
- 蛇田（へびだ）
- 鍛治段（かじだん）
- 池沢（いけざわ）
- 中川原（なかかわら）

## 歴史

### 沿革
- 1889年（明治22年）4月1日 - 町村制の施行により、城東郡友田村が周辺の村と合併し、城東郡河城村となる[WEB 7]。旧村名は河城村の大字として残る[WEB 8]。
- 1896年（明治29年）4月1日 - 郡制の施行により所属郡が小笠郡に変更。
- 1955年（昭和30年）3月31日 – 河城村が 菊川町に編入される。
- 1982年（昭和57年）6月1日 - 榛原郡金谷町大字神谷城との間で境界変更が実施される。
- 2005年（平成17年）1月17日 – 菊川町が小笠町と新設合併を行い、菊川市となる。

## 施設
- 高岡公園
- 曹洞宗 妙照寺

## 交通

### バス
- 菊川市コミュニティバス倉沢・富田コース：（菊川市立総合病院 方面 - ）友田公会堂（ - 富田（落合商店）方面）

### 道路
- 静岡県道234号吉沢金谷線

## その他

### 学区
小学校・中学校の学区は以下の通りである。
| 番・番地等 | 小学校             | 中学校               |
| ---------- | ------------------ | -------------------- |
| 全域       | 菊川市立河城小学校 | 菊川市立菊川東中学校 |

### 警察
警察の管轄区域は以下の通りである。
| 番・番地等 | 警察署     | 交番・駐在所 |
| ---------- | ---------- | ------------ |
| 全域       | 菊川警察署 | 菊川駅前交番 |

### WEB
1. ↑  “h02_22.csv”.   総務省 (2022年2月10日). 2025年7月16日閲覧。
2. ↑  “静岡県菊川市 (22224)”.   人文学オープンデータ共同利用センター. 2025年7月16日閲覧。
3. ↑  “静岡県 菊川市 友田の郵便番号 - 日本郵便”.   日本郵便. 2025年7月16日閲覧。
4. ↑  “市外局番の一覧”.   総務省 (2022年3月1日). 2025年7月16日閲覧。
5. ↑  “事業所案内及び管轄地域（事務所3件、分室3件）”.   一般社団法人静岡県自動車会議所. 2025年7月16日閲覧。
6. ↑  “菊川市小字一覧 - 静岡県オープンデータ”.   静岡県 (2018年10月16日). 2025年7月16日閲覧。
7. ↑  “historyofcities.pdf”.   静岡県総務部合併推進室・財団法人静岡県市町村振興協会. 2025年7月16日閲覧。
8. ↑  “解説ページ”.   株式会社エア. 2025年7月16日閲覧。
9. ↑  “菊川市／通学区域一覧”.   菊川市 (2024年4月1日). 2025年7月16日閲覧。
10. ↑  “交番駐在所一覧表｜静岡県警察”.   静岡県警察 (2023年6月12日). 2025年7月16日閲覧。